# Musée huguenot allemand

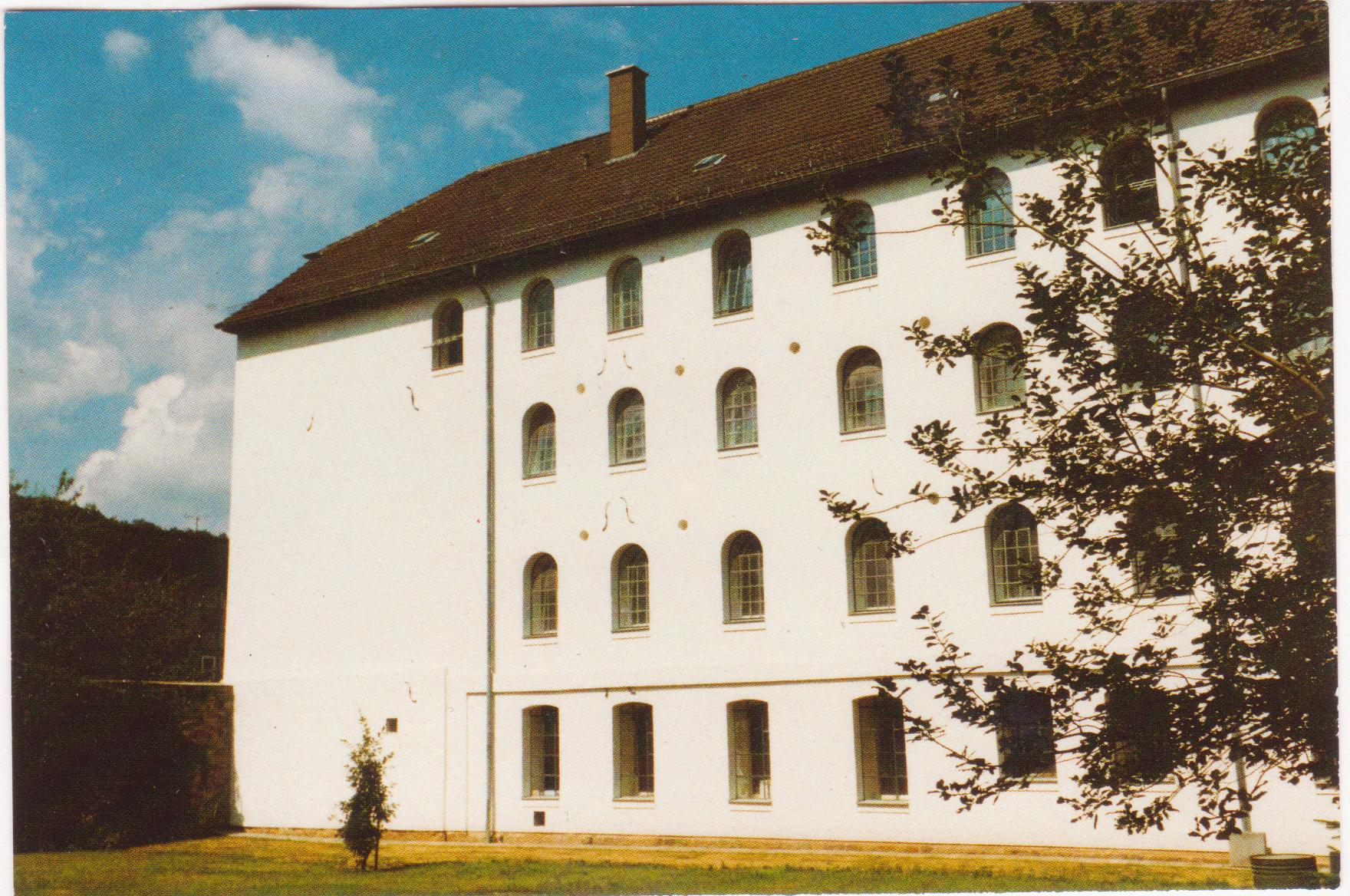
Le musée huguenot allemand de Bad Karlshafen

Le musée huguenot allemand (Deutsches Hugenottenmuseum) est un musée situé à Bad Karlshafen, en Hesse, qui retrace l'histoire de l'émigration des protestants chassés de France par les persécutions religieuses du XVIIe siècle et du XVIIIe siècle en direction de l'Allemagne, et particulièrement du landgraviat de Hesse-Cassel.

## Histoire
À la suite de la Révocation de l’Édit de Nantes en 1685, le landgrave de Hesse-Cassel Charles Ier de Hesse-Cassel, souverain calviniste dont les états avaient été saignés à blanc par la Guerre de Trente Ans et la terrible guerre qui avait opposé de 1645 à 1648 les état de Hesse-Cassel et de Hesse-Darmstadt, fit le meilleur accueil aux réfugiés huguenots chassés de France par la répression anti-protestante de Louis XIV. 
Par les Édits de Cassel des 18 avril 1685 (en allemand) et du 12 décembre 1685 (en français), le landgrave publia largement ses "libertés et privilèges" (Freiheitskonzession und Begnadigung) accessibles à tout réfugié huguenot venant s'installer sur ses terres. Quelque 4 000 huguenots s'installent à Cassel. La ville de Karlshafen est elle-même fondée en 1699 au confluent de la Weser et de la Diemel par le landgrave pour y installer des huguenots français. 
Le musée a été ouvert en 1980 par la Société huguenote allemande (à l'époque Deutsche Hugenotten-Verein e.V.) avec le soutien de la ville de Bad Karlshafen, dans une ancienne usine de tabac permettant d'exposer sur trois étages les objets et documents relatifs à l'immigration française dans la région.

## Expositions

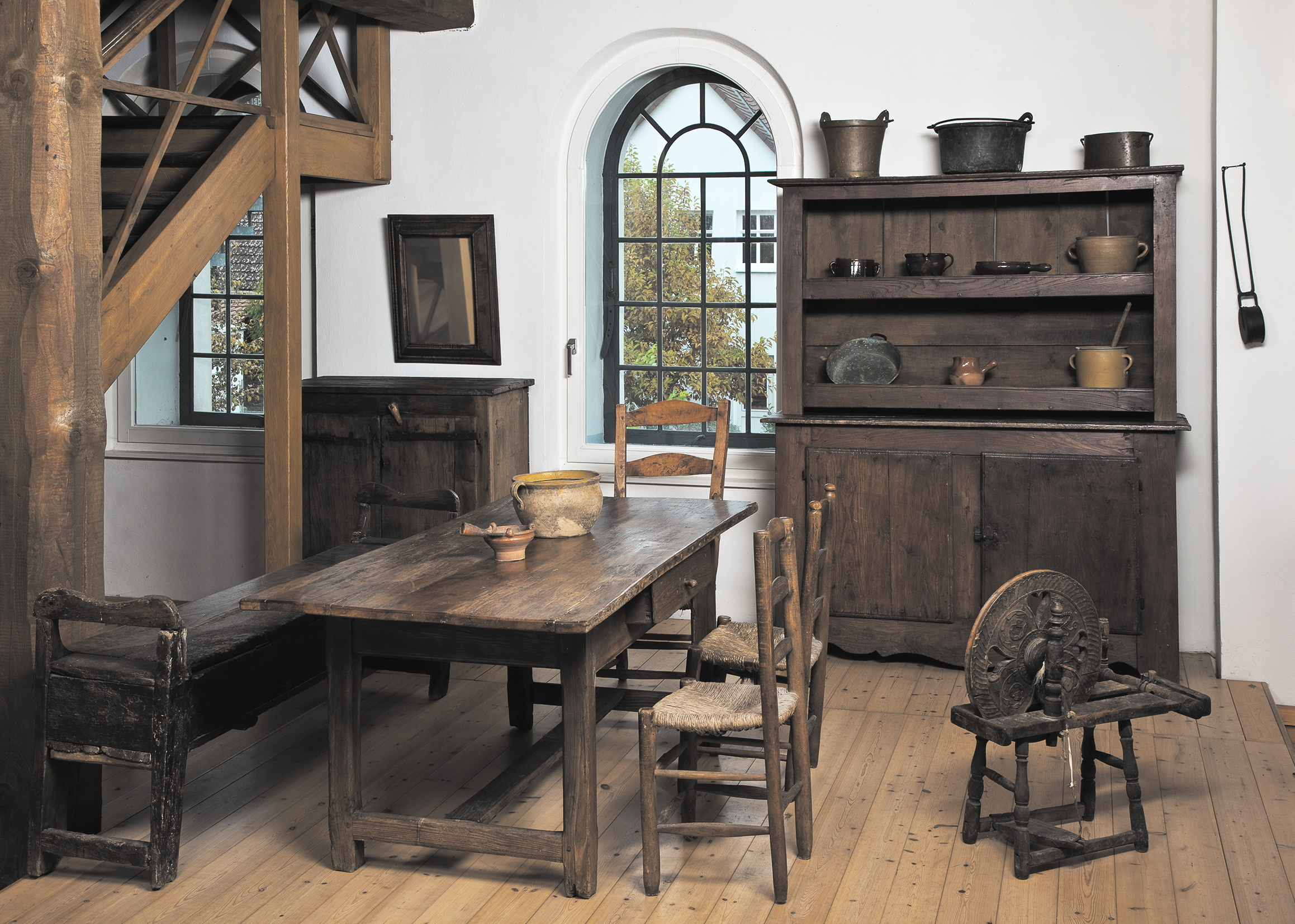
Reconstitution d'un intérieur cévenol au sein du musée huguenot allemand

- Rez-de-chaussée : espace pour les expositions temporaires et activités éducatives
- Premier étage : histoire des protestants français, particulièrement à l'époque des persécutions religieuses
- Deuxième étage : histoire de l'arrivée et de l'installation des huguenots en Allemagne, particulièrement en Brandebourg, Hesse-Cassel et Franconie.

## Siège de la Société huguenote allemande
La Société huguenote allemande (Deutsche Hugenotten-Gesellschaft e.V.) a son siège dans les locaux du musée. Elle avait été fondée en 1890 par le pasteur de l'église réformée française  de Magdebourg, Henri Tollin (1833-1902) et par le juge Richard Béringuier (de) (1854-1916) pour venir en assistance aux communautés protestantes françaises encore nombreuses en Allemagne à la fin du XIXe siècle et les relier à leur passé français. Elle s'était à cet effet dotée d'un journal, "Deutschen Hugenott", renommé  "Hugenotten" en 1998. Ses objectifs actuels sont : 
- maintenir et promouvoir la tradition huguenote en Allemagne
- promouvoir la recherche sur l'histoire, la théologie et la généalogie des huguenots
- approfondir l'amitié franco-allemande
- entretenir des liens de coopération avec les paroisses et institutions huguenotes en Allemagne et à l'étranger
- contribuer au secours envers les pauvres et les réfugiés
- promouvoir la compréhension entre les nations et les religions du monde dans un esprit de respect mutuel et de tolérance

Les bureaux de la Société huguenote allemande, sa bibliothèque et son département de recherche généalogique, sont situés au dernier étage du bâtiment du musée.